# Hilfe, mein Tagebuch ist ein Bestseller
Hilfe, mein Tagebuch ist ein Bestseller (Originaltitel: Read It and Weep) ist eine US-amerikanische Filmkomödie aus dem Jahr 2006. Der für die Reihe Disney-Channel-Original-Movies produzierte Familienfilm basiert auf einem Roman von Julia DeVillers.

## Handlung
Hilfe, mein Tagebuch ist ein Bestseller beginnt mit der Studienanfängerin Jamie Bartlett. Ihre drei besten Freunde sind: Connor, der in sie verliebt ist, Lindsay und Harmony. Sie hat einen Bruder namens Lenny Bartlett. Ihre 'Erzfeindin' heißt Sawyer Sullivan, die sie in ihrem Tagebuch „Myrna“ nennt und in deren Freund Marco sie verliebt ist. Sie besitzt auch einen Tablet-PC, auf dem sie täglich eine Art buntes Tagebuch führt. In dem Tagebuch schreibt sie über eine Figur namens „Isabella“, oder einfach nur „Is“ genannt, ein beliebtes Mädchen mit unglaublichen Kräften, so wie sie es gerne wäre. Jamie nutzt ihre Alternativwelt, um über ihre Gefühle, ihre Klassenkameraden, ihre Freunde und ihr Leben zu schreiben.
Als sie die Aufgabe bekommt, einen Aufsatz über ein Thema ihrer Wahl zu schreiben, streikt ihr Drucker, und Lenny weigert sich, sie ihren benutzen zu lassen. Lindsay bietet an, den Aufsatz zu drucken, den Jamie ihr mailt. Durch ein Missgeschick schickt sie aber ihr Tagebuch. Nachdem Lindsay das Tagebuch eingereicht hat, gewinnt es einen Schreibwettbewerb. Am gleichen Tag bekommt Jamie ein Angebot von einem Verlag. Jamie hat zuerst keine große Lust, alle ihre bisherigen Tagebücher der Öffentlichkeit zu präsentieren, doch eine Einbildung von Is überzeugt sie. Ab diesem Punkt taucht ständig Is in Jamies Wahrnehmung auf und sagt ihr, wie sie handeln soll. Jamies Buch zieht eine Menge Leute in den Bann und wird schließlich ein Bestseller. Sie erscheint bei vielen Buchpräsentationen, tritt in Fernsehsendungen auf und wird oft interviewt. Bald steigt ihr der Erfolg über den Kopf; sie wird zunehmend materialistisch und kritisch gegenüber der Welt um sie herum. Sie beendet ihre Arbeit bei der Pizzeria und macht sich über das Gitarrenspiel ihres Bruders lächerlich. Ihre neu gewonnene Popularität ist enttäuscht, als Jamie auf einem Fernseh-Interview enthüllt, dass der Antagonist ihres Romans auf Sawyer basiert.
Als Jamies Klassenkameraden bemerken, dass das Buch auf negativen Gefühle für ihre Schule beruht, möchte sie ihre Beziehungen wiederherstellen, aber ihre ehemaligen Freunde sind nicht bereit, ihr wieder zu vertrauen. Ihre Freunde beginnen sie zu ignorieren und meiden sie. Als sie sich bei einem Chatportal anmeldet, verlassen alle nach und nach den Chat, als sie Jamie erkennen. Nur Connor bleibt am Ende übrig. Als sie ihn fragt, ob er sie hasst, meint er, dass er nur hasse, was aus ihr geworden sei. Daraufhin erkennt Jamie ihre Fehler und entdeckt auch einige verborgene Gefühle für Connor. Connor schreibt einen positiven Leserbrief in die Schülerzeitung. Als er am nächsten Tag in der Schule erscheint, denkt sie Marko hätte ihn geschrieben, weshalb Connor eifersüchtig ist.
Um sich mit ihren Freunden und ihrer Familie wieder gut zu stimmen, entschuldigt sie sich bei ihrem Bruder Lenny und ermutigt ihn, wieder Gitarre zu spielen. Als Jamie ihre Eltern belauscht, wie sie darüber sprechen, die Pizzeria zu schließen, fühlt sie sich schuldig.
Auf dem Schulball versucht sie, sich bei jedem zu entschuldigen. Als sie erklärt, dass das Buch ihr persönliches Tagebuch war, nehmen sie ihre Entschuldigung an. Während des Balls wird Jamie klar, dass Connor den Leserbrief geschrieben hat, und sucht ihn auf. Sie bittet ihn um Vergebung und sie küssen sich. Sie gehen zurück auf den Ball, wo Lenny ein Lied spielt, das er Jamie gewidmet hat.
Nach dem Ball lädt sie alle zu ihren Eltern in die Pizzeria ein. Durch ein Unglück landet während des Pizzabackens etwas Seetang von Lennys Kleidung auf der Pizza. Doch diese schmeckt dem Kunden, und Jamies Vater hat eine Idee, wie er sein Geschäft retten könnte.

## Kritik
„Leichtgewichtige Jugendkomödie mit fadenscheiniger Allerweltsmoral und ausdrucksarmen Jungdarstellern, die eine unlogisch entwickelte Handlung mit allen vermeintlichen Mitteln auf das Zielpublikum abzustimmen versucht.“

## Besetzung und Synchronisation
Quelle: Deutsche Synchronkartei
| Rolle             | Darsteller               | Dt. Synchronsprecher |
| ----------------- | ------------------------ | -------------------- |
| Christine Beckler | Yolanda Wood             | Kathrin Simon        |
| Connor Kennedy    | Jason Dolley             | Jan Makino           |
| Diana             | Robin Riker              | Claudia Lössl        |
| Is                | Danielle Panabaker       | Maren Rainer         |
| Lenny Bartlett    | Nick Whitaker            | Max Felder           |
| Lindsay           | Marquise C. Brown        | Malika Bayerwaltes   |
| Marco Vega        | Chad Broskey             | Clemens Ostermann    |
| Miss Gallagher    | Joyce Cohen              | Marina Köhler        |
| Ralph Bartlett    | Tom Virtue               | Claus Brockmeyer     |
| Sawyer Sullivan   | Allison Scagliotti-Smith | Angela Wiederhut     |
| Tim Kennedy       | K.C. Clyde               | Patrick Schröder     |